# 羅稲香
羅稲香（らとうこう、1902年3月3日 - 1926年8月26日）は朝鮮の小説家。本貫は羅州。本名は羅慶孫、号は隠荷、稲香。筆名は彬。天才少年文士と賞賛されたが、24歳で死去した。

## 略歴
1902年3月3日、ソウル南大門の外にある青坡洞1街156番地に生まれる。父は羅聖淵、母は金氏。祖父、羅炳圭は漢方医であり、父も京城医学専門学校を卒業し医者として働いていたために、祖父の希望で、1919年、培材高等普通学校を卒業したあと、父と同じ京城医学専門学校に入学する。しかし文学への情熱を捨てきれず、その年3月1日に家を抜け出し、東京へ渡った。早稲田大学の英文科に入学するつもりだったが、資金がなく、結局、留学はあきらめ、朝鮮に戻った。
1921年、羅は洪思容、玄鎮健、李相和、朴英熙、朴鍾和、盧子泳らと『白潮』の同人になる。羅の文芸活動はここから始まった。号の「稲香」は朴鍾和につけてもらった。1922年、春に慶尚北道の安東で1年ほど教鞭を執る。そこで松本という日本人女性に恋心を抱く。美しい自然の中で孤独な心を書き綴った長篇小説『青春』はそのときに書き上げられたものである。『東亜日報』に「幻戯」を連載したのは1922年、羅が20歳のときである。羅の小説は女性に高い人気を持ち、浪漫的な描写と哀調のある文章は当時としては型破りなものであった。
1925年、再度、渡日する。17歳のときに果たせなかった夢にもう一度挑戦したいという思いであった。当時、日本に住んでいた廉想渉を頼って渡日してみたが、家からは仕送りがなく、生活は非常に難儀した。そのうえ、日本で失恋を経験し、失意のまま、1926年夏、朝鮮に戻る。羅は誰が見ても病人と分かるほどやつれきっていた。
1926年8月26日、死去。羅の遺骸は梨泰院の共同墓地に葬られた。のちに『白潮』の同人たちによって「稲香羅彬之墓」の墓標が建てられるが、府営住宅の建設で共同墓地がつぶされた。羅の親族は新たな墓を設けるほどの資産がなく、羅の遺骸はどこかの寺に移されたそうだが、その寺がどこなのかは知る人がいない。

## 年譜
- 1902年3月3日、ソウル青坡洞1街156番地に生まれる。
- 1917年、改玉普通学校を経て培材学堂に入学。
- 1919年、培材高等普通学校を卒業。
- 1919年、京城医学専門学校に入学。
- 1919年3月1日、渡日し早稲田大学英文科に入学しようとするも、仕送りをもらえず帰国。
- 1921年、『白潮』の同人になる。
- 1922年、『白潮』の創刊号、『開闢』2号に小説を発表。『東亜日報』に「幻戯」を連載。
- 1922年、慶尚北道安東で一年間教鞭を執る。
- 1925年、再度、渡日するも、すぐに帰国。
- 1926年8月26日、肺患で夭折。

## 作品一覧
- 1921年、젊은이의 時節（『白潮』）
- 1921年、옛날 꿈은 蒼白하더이다（『白潮』）
- 1921年、별을 안거든 우지나 말걸（『白潮』）
- 1922年、幻戱（『東亜日報』）
- 1923年、十七圓 五十錢（『開闢』）
- 1923年、女理髮使（『白潮』）
- 1923年、행랑자식
- 1924年、자기를 찾기 前（『開闢』）
- 1924年、電車 車掌의 日記 몇 節（『開闢』）
- 1925年、뽕（『開闢』）
- 1925年、물레방아（『朝鮮文壇』）
- 1925年、漢江邊의 一葉片舟
- 1926年、J醫師의 告白（『朝鮮文壇』）
- 1926年、꿈（『朝鮮文壇』）
- 1926年、池亨根（『朝鮮文壇』）
- 1926年、벙어리 三龍

### 日本語訳
- 三枝壽勝訳「桑の葉」『朝鮮短篇小説選』岩波書店、1984年
- 安宇植訳「水車」『集英社ギャラリー「世界の文学」20 中国・アジア・アフリカ』集英社、1991年
- ONE KOREA 翻訳委員会編「啞の三龍」『そばの花の咲く頃 日帝時代民族文学対訳選』新幹社、1995年
- ONE KOREA 翻訳委員会編「水車小屋」『そばの花の咲く頃 日帝時代民族文学対訳選』新幹社、1995年
- 芹川哲世訳「雇い人の子」『朝鮮近代文学選集 3』平凡社、2006年